# ورق المرحاض

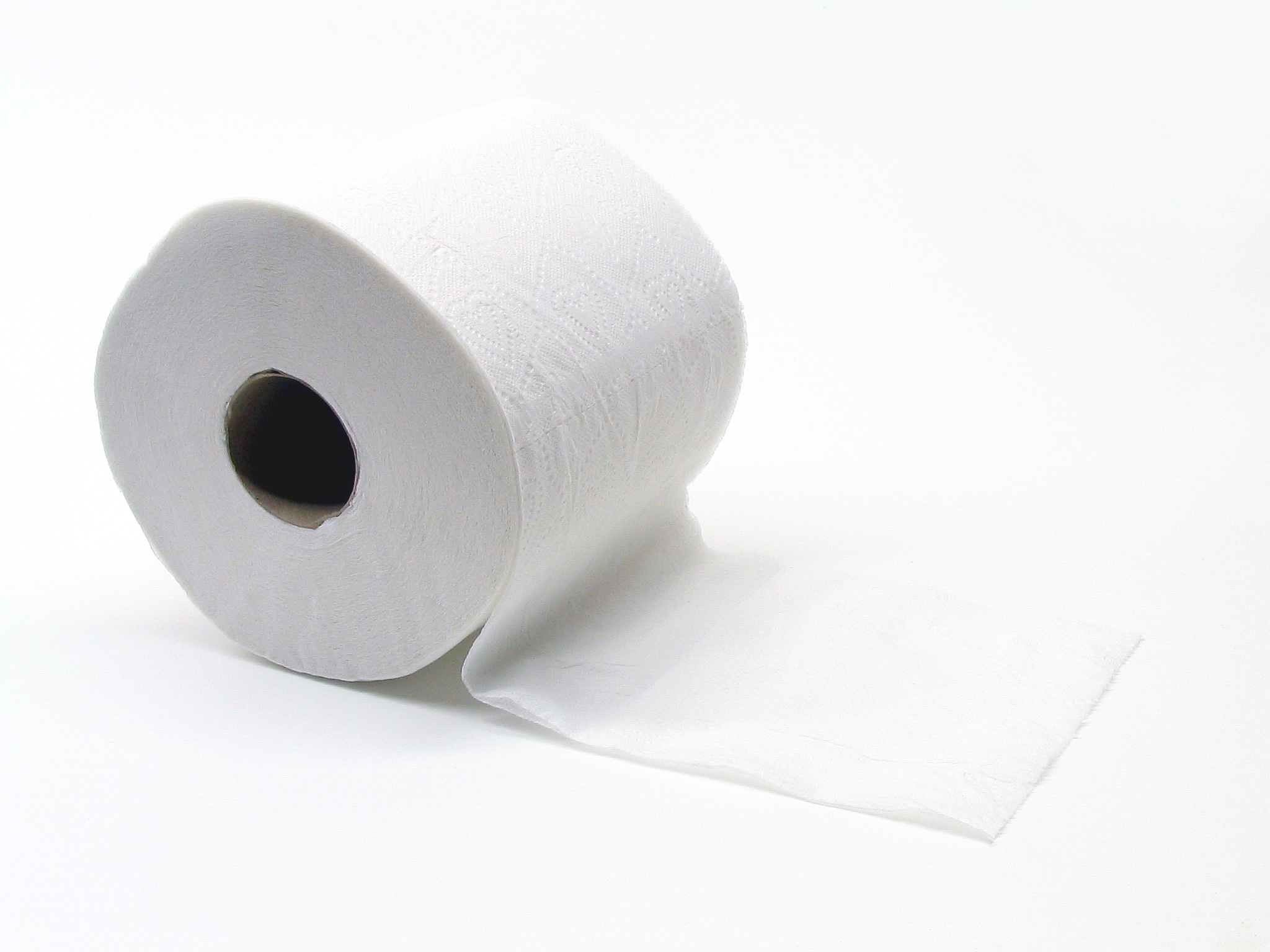
لولب ورق المرحاض.

ورق المرحاض أو ورق الاستنجاء وهو عبارة عن مناديل تستخدم للاستنجاء بعد التغوط.

## لمحة تاريخية
تنوعت وسائل النظافة على مر العصور من الاستنجاء باستخدام الماء والإستجمار إلى التجفيف بالحشائش مرورا بـأوراق الذرة وجوز الهند ثم الاعتماد في مراحل أكثر تطورا على الإسفنج وقطع القماش المبللة، وقد كان الإغريق القدماء يستخدمون الطين والحجارة والمياه المالحة كورق حمام إلى أن تم اختراع ورق المرحاض وتعميمة على بقية الناس.
عرفت الصين في القرن الثاني قبل الميلاد أول محاولة لاستخدام الورق في النظافة الشخصية، باستعمال أوراق كبيرة الحجم، إلا انها اقتصرت فقط على الإمبراطور وحاشيته، ولم تكن عامة الاستعمال والفائدة فقد اقتصر استخدامها على صفوة المجتمع.
خلال القرن الـ16 عرف البلاط الملكي الفرنسي استخدام الحرير والقماش المطرز لتأدية الغرض النظافة الشخصية، وفي نفس التاريخ لجأت الطبقات الغنية لورق القنب.

## في العصر الحديث
في منتصف القرن التاسع عشر في سنة 1857، اخترع الأمريكي جوزيف جايتي ورقًا أطلق عليه «ورق جايتي الطبي» متفاديًا كلمة ورق المرحاض، ولم يكن على شكل لولب بل في علبة، وتم الترويج له بعبارة إشهارية «ورق جايتي الطبي للمراحيض أهم احتياج في عصرنا هذا». ولكن جايتي لم يحقق نجاحًا كبيرًا.
إلا أن جاءت سنة 1880 عندما عرض الأخوان الأمريكيان «إدوارد» و«كلارينس سكوت» أمام المارة بمدينة فيلادلفيا لفات من الورق الصحي، وقد كان عرض مثل هذه المنتجات الحميمية آنذاك يعد خدشًا صريحًا للحياء العام ومنافيًا للأخلاق.
ومع مرور الوقت أصبح طلب هذه السلعة أمرًا عاديًّا ومألوفًا ولم يعد يسبب أي حرج للناس.